# Chezal-Benoît
Chezal-Benoît település Franciaországban, Cher megyében. Lakosainak száma 762 fő (2022. január 1.). Chezal-Benoît La Celle-Condé, Mareuil-sur-Arnon, Saint-Baudel, Saint-Hilaire-en-Lignières, Villecelin, Pruniers, Saint-Aubin és Ségry községekkel határos.

## Népesség
A település népessége az elmúlt években az alábbi módon változott:
| Lakosok száma | 1526 | 1315 | 1212 | 859  | 930  | 867  | 829  | 823  | 802  | 762  |
|               | 1968 | 1982 | 1990 | 2006 | 2013 | 2015 | 2017 | 2019 | 2020 | 2022 |